# Anton Nilsson (metodist)
Anton Bernhard Nilsson, född 13 juli 1885 Husie församling, Skåne, död 3 september 1976, var en svensk pastor i flera metodistförsamlingar samt sångförfattare.
Han studerade vid Metodistkyrkans teologiska skola 1905–1908. Nilsson skrev mer än 300 sånger varav många med hans egna tonsättningar.

## Sånger
- Broder, om handen till plogen du satt
- Här växlar det av dagar, år
- När Guds nådes solsken lyser in